# Václava Ledvinková
Václava Ledvinková (23. května 1958 – 13. října 2014) byla česká spisovatelka, rozhlasová dramaturgyně a autorka rozhlasových her a pořadů pro děti.

## Život
Vystudovala teorii a dějiny kultury na filozofické fakultě Univerzity Karlovy v Praze. V roce 1987 nastoupila jako dramaturg dětských pořadů v Československém rozhlasu, věnovala se především pořadu Hajaja. Je autorkou 1500 pohádek, her i četeb na pokračování.

## Dílo (neúplné)
- 1989 Václava Ledvinková: Z pekla štěstí, Hrají: Marek Eben, Václav Neužil, Jan Gross, Zdeněk Sedláček, Antonín Procházka, Pavel Pípal, Jitka Žídková a Davis Schneider. [2]
- 1990 Václava Ledvinková: Jak vznikly Athény. Režie: Josef Melč, hudba: Jiří Váchal, dramaturgie: Eva Košlerová. Hrají: Věra Galatíková, Iveta Dušková, Zlata Adamovská, Jaroslav Konečný, Josef Patočka, Jiří Adamíra, Jorga Kotrbová, Ivan Řezáč, Miroslav Moravec a Luba Skořepová. [3]
- 1993 Václava Ledvinková: A pak že nejsou hastrmani. Na motivy pohádky Jana Drdy pro rozhlas napsala Václava Ledvinková. Hudba Tomáš Vránek. Dramaturgie Eva Košlerová. Režie Karel Weinlich. Účinkují: Michal Dlouhý, Jiří Langmajer, Vlastimil Brodský, František Němec, Sylva Sequensová, Alois Švehlík, Antonín Molčík, Pavel Pípal, Ladislav Mrkvička, Tereza Duchková, Václav Neckář, Mirko Musil, Antonín Hardt, Gaston Šubert, Pavel Karbusický a Jiřina Inka Šecová.[4]
- 1994 Václava Ledvinková: Kocour v botách, na motivy francouzské pohádky Charlese Perraulta, hudba Vladimír Truc, dramaturgie Eva Košlerová, režie Karel Weinlich. Hrají: Václav Postránecký, Petr Nárožný, Vlastimil Brodský, Marcela Rojíčková, Martin Sobotka, Iva Janžurová, Antonín Hardt, Ivan Gübel a Miroslav Moravec.[5]
- 1998 Wilhelm Hauff: Falešný princ, úprava pro rozhlas: Jaroslava Kubištová, dramaturgie: Václava Ledvinková, režie Karel Weinlich, hráli: Boris Rösner, Jiří Langmajer, Veronika Gajerová, Bořivoj Navrátil, Linda Rybová, David Novotný, Jiří Plachý, Antonín Hardt, Hana Brothánková a Barbara Kodetová[6].
- 2001 Markéta Zinnerová: Halíbela a drak z Drákotína, 2001 Hudba Jiří Pazour. Dramaturgie Václava Ledvinková. Režie Karel Weinlich. Účinkují: Jiří Langmajer, Simona Stašová, Linda Rybová, Václav Valtr, Ondřej Vetchý, Pavel Rímský, David Prachař, Dalimil Klapka, Petr Šplíchal, Ladislav Brothánek, Martin Zahálka, Daniel Pražák, Alžběta Tučková, Anna Dvořáková a Hana Brothánková.[7]
- 2002 Václava Ledvinková: Zlatá klec, na motivy pohádky Friedricha Felda "Papoušek z Isfahánu". Hudba: Jiří Doubek, režie: Ivan Holeček, dramaturgie: Eliška Závodná. Hrají: Michal Dlouhý, Sabina Laurinová, Oldřich Vlach, Simona Stašová, Jiří Štěpnička, Jiří Prager, Karel Pospíšil, Anna Beránková a další[8]
- 2006 Alexandr Romanovič Běljajev: Hlava profesora Dowella, napsal Radek Veselý, hudba a zvukové efekty Michal Rataj, střih Jana Fišerová, zvuk Radek Veselý, produkce Dana Reichová, dramaturgie Václava Ledvinková, režie Vladimír Gromov. Hrají: Kryštof Hádek, David Novotný, Dana Černá, Ivan Trojan, Petr Pelzer, Tereza Bebarová, Lilian Malkina, Simona Vrbická, Jiří Plachý, Jaroslav Horák, Filip Dyda a Robert Tamchyna.[9]
- 2007 Martina Drijverová: Faustův dům, hra pro děti. Hudba: Tomáš Pergl, režie: Vladimír Gromov, dramaturgie: Václava Ledvinková. Hrají: Viktor Preiss, Michal Zelenka, Aleš Procházka, Oldřich Vlach, Karel Wiencek, Matouš Vanča, Simona Vrbická-Koptová a další.[10]
- 2007 Melita Denková: Pekelná hospoda, Český rozhlas, hudba Jiří Svěrák, dramaturgie Václava Ledvinková, režie Hana Kofránková. Hrají: Stanislav Zindulka, Ondřej Vetchý, Klára Sedláčková-Oltová, Jana Paulová, Martin Myšička, Barbora Hrzánová, Jiří Lábus, Miriam Kantorková, Tomáš Pergl, Jiří Litoš a Petr Šplíchal.[11]
- 2010 Rudolf Těsnohlídek: Dobrodružství lišky Bystroušky. Dramatizace Anna Jurásková. Hudba Vlastimil Redl. Dramaturgie Václava Ledvinková. Režie Jaroslav Kodeš. Účinkují: Lucie Pernetová, Václav Vydra, Taťjana Medvecká, Jiří Köhler, Stanislav Zindulka, Radek Holub, Jiří Maršál, Marek Eben, Jiří Lábus, Jaroslav Vlach, Jitka Smutná, Jana Drbohlavová, Tomáš Racek, Denisa Nová, Anna Suchánková, Nikola Bartošová, Dana Reichová, Valerie Rosa Hetzendorfová, Justýna Anna Šmuclerová, Josef Tuček, Vladimír Fišer, Antonín Tuček a Dorota Tučková.